# Richardiodes rectinervis
Richardiodes rectinervis är en tvåvingeart som beskrevs av Friedrich Georg Hendel 1912. Richardiodes rectinervis ingår i släktet Richardiodes och familjen Richardiidae. Inga underarter finns listade i Catalogue of Life.